# Threonin
Threonin (zkratka Thr nebo T) je esenciální glukoplastická aminokyselina, její L-forma je aminokyselina biogenní, jedna ze základních stavebních složek proteinů. Threonin je polární aminokyselina se dvěma chirálními uhlíky.
Během proteosyntézy je kódována triplety ACU, ACA, ACC a ACG. Threonin je součástí bílkovin a často podléhá potranslačním modifikacím, ve fosfoproteinech je jeho hydroxylová skupina fosforylována zbytkem kyseliny fosforečné, v O-glykoproteinech je jeho postranní řetězec navázaný řetězec oligosacharidů.

## Biosyntéza

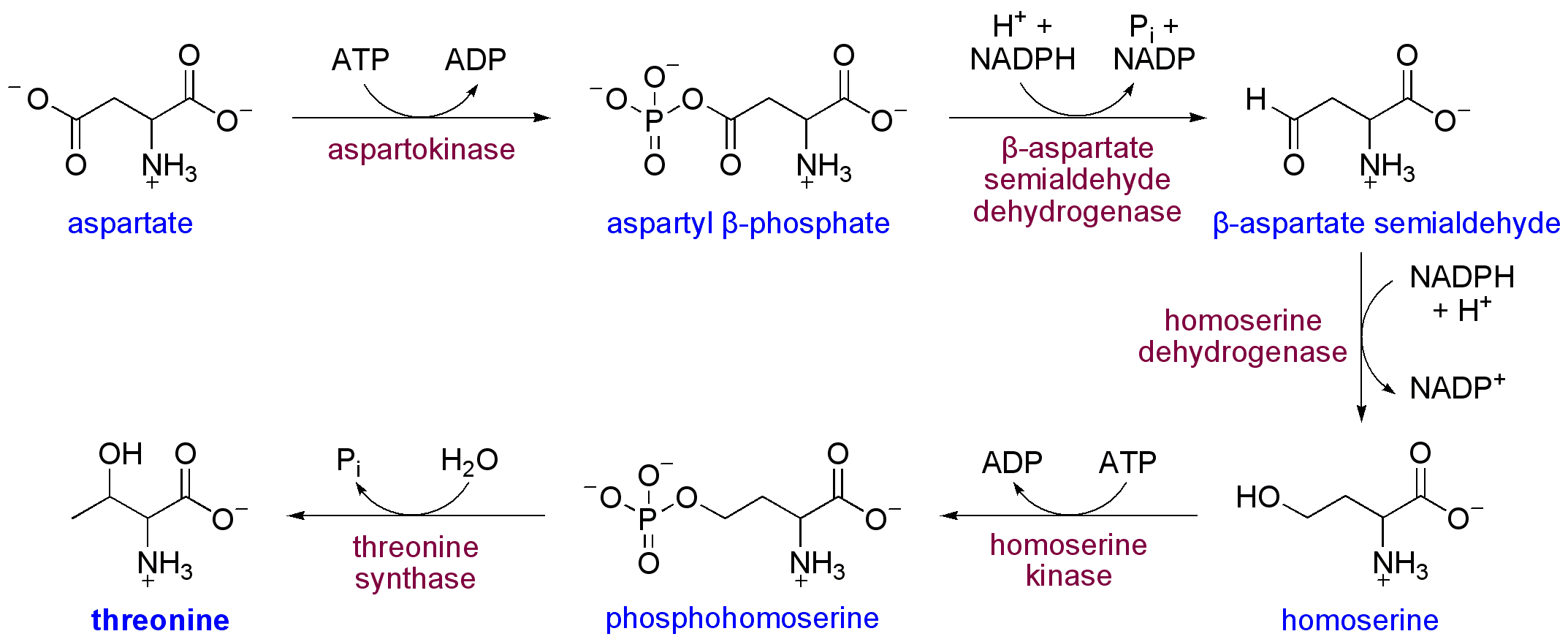
Biosyntéza threoninu

Pro živočichy je threonin esenciální aminokyselinou, kterou musí přijímat v potravě. Mikroorganismy a rostliny syntetizují threonin z kyseliny asparagové, přes α-aspartyl-semialdehyd a homoserin. Fosforylací homoserinu vznikne fosfohomoserin, který je následně hydrolyzován a při tomto procesu je k uhlíkové kostře připojena OH skupina.

## Threonin v potravě
Threonin je obsažen v rostlinných i živočišných bílkovinách - vyskytuje se v masu, vejcích, mléčných výrobcích i luštěninách.

## Degradace
Threonin je štěpen na acetaldehyd a glycin. Glycin může být dále přeměněn na pyruvát, který je substátem pro glukoneogenezi. Threonin je proto řazen mezi glukoplastické aminokyseliny.